# Ventura Malheiro Reimão
Ventura Malheiro Reimão (Viana do Castelo, 24 de outubro de 1886 — Viana do Castelo, 21 de junho de 1965) foi um oficial de Engenharia do Exército Português que, entre outras funções, foi deputado ao Congresso da República e Ministro das Finanças no 17.º governo republicano (Portugal), em funções de 23 de dezembro de 1918 a 7 de janeiro de 1919, e no 18.º governo republicano (Portugal), em funções de 7 a 27 de janeiro de 1919.

## Biografia
Nasceu em Viana do Castelo, filho de José Malheiro Reimão, Ministro das Obras Públicas, Comércio e Indústria entre 1906 e 1908 e par do reino, e de sua esposa Adelaide Amélia de Lima Espregueira Malheiro Reymão, uma família da melhor aristocracia do Minho, com solar na Casa da Capela das Malheiras.
Frequentou a Escola do Exército, concluindo o curso da arma de Engenharia. Integrou o Corpo Expedicionário Português como oficial nas linhas da frente na Grande Guerra. 
Foi eleito deputado pelo círculo eleitoral de Ponte de Lima para a III Legislatura (1918) e pelo círculo eleitoral de Viana do Castelo para a IV Legislatura (1919).